# Oryctanthus spicatus
Oryctanthus spicatus är en tvåhjärtbladig växtart som först beskrevs av Nikolaus Joseph von Jacquin, och fick sitt nu gällande namn av August Wilhelm Eichler. Oryctanthus spicatus ingår i släktet Oryctanthus och familjen Loranthaceae. Inga underarter finns listade i Catalogue of Life.